# Tropicultura
Tropicultura est une revue scientifique belge qui publie des articles dans les domaines du développement rural outre-mer.

## Présentation
Fondée en 1983, la revue Tropicultura est éditée par les Presses agronomiques de Gembloux grâce aux soutiens de la Direction générale de la Coopération au développement du Service public fédéral Affaires étrangères du Royaume de Belgique et de la Région de Bruxelles-Capitale,. Son rédacteur en chef est le professeur Jan Bogaert de la faculté Gembloux Agro-Bio Tech de l'Université de Liège.
Référencée par le Directory of Open Access Journals et reconnue par le Conseil africain et malgache pour l'enseignement supérieur, Tropicultura a, depuis sa création, publié des articles de près de 1 500 auteurs provenant de plus de 70 pays différents.
La revue est répertoriée dans Scopus, avec une valeur de citation de 0,05 (2017), ce qui la situe à 165/177 dans la catégorie "Sciences agricoles et biologiques générales".